# Tess Johnson
Tess Johnson (Vail (Colorado), 19 juni 2000) is een Amerikaanse freestyleskiester, gespecialiseerd op het onderdeel moguls. Ze vertegenwoordigde haar vaderland op de Olympische Winterspelen 2018 in Pyeongchang.

## Carrière
Bij haar wereldbekerdebuut, in februari 2016 in Deer Valley, scoorde Johnson direct wereldbekerpunten. In januari 2017 behaalde ze in Lake Placid haar eerste toptienklassering in een wereldbekerwedstrijd. Tijdens de Olympische Winterspelen van 2018 in Pyeongchang eindigde de Amerikaanse als twaalfde op het onderdeel moguls. Op 4 maart 2018 boekte Johnson in Tazawako haar eerste wereldbekerzege.
Op de wereldkampioenschappen freestyleskiën 2019 in Park City veroverde ze de bronzen medaille op het onderdeel dual moguls, daarnaast eindigde ze als twaalfde op het onderdeel moguls.

## Resultaten

### Olympische Winterspelen
| Jaar | Plaats      | Resultaten |
| ---- | ----------- | ---------- |
| 2018 | Pyeongchang | 12e Moguls |

### Wereldkampioenschappen
| Jaar | Plaats    | Resultaten               |
| ---- | --------- | ------------------------ |
| 2019 | Park City | Dual Moguls · 12e Moguls |

### Wereldbeker
Eindklasseringen
| Seizoen   | Algm | MO  |
| --------- | ---- | --- |
| 2015/2016 | 184e | 41e |
| 2016/2017 | 62e  | 13e |
| 2017/2018 | 24e  | 7e  |
| 2018/2019 | 24e  | 5e  |
| 2019/2020 | 40e  | 10e |

Wereldbekerzeges
| Datum        | Plaats   | Onderdeel   |
| ------------ | -------- | ----------- |
| 4 maart 2018 | Tazawako | Dual Moguls |